# Benta Lyon
Benta Lyon, anciennement Famar Lyon, est une entreprise pharmaceutique française ayant le rôle de façonnier. Elle produit notamment la Nivaquine, à base de chloroquine, et des médicaments génériques. L'entreprise appartient à la holding française Benta SAS, contrôlée et détenue par l'homme d'affaires libanais Bernard Tannoury.
Son siège social et son site d'exploitation sont à Saint-Genis-Laval.

## Activité, rentabilité, effectif
|                                        | 2014  | 2015 | 2016   | 2017 | 2018   | 2019 |
| -------------------------------------- | ----- | ---- | ------ | ---- | ------ | ---- |
| Chiffre d'affaires en millions d'euros | 43,2  | 46,3 | 35     | 36   | 38,6   |      |
| Résultat net en millions d'euros       | - 8,3 | - 9  | - 29,7 | - 2  | - 10,5 |      |
| Effectif moyen annuel                  | 363   | 337  | 329    | 331  | 331    |      |

## Histoire

### L'historique de Famar Lyon
En mai 2019, Patrick Puy est nommé à la tête de Famar par l'actionnaire, le fonds américain KKR, pour vendre « à la découpe » les sites du groupe de sous-traitance pharmaceutique Famar situés à : Saint-Rémy-sur-Avre (produits pour injection et produits lyophilisés), repris par le groupe pharmaceutique Delpharm ; Famar L'Aigle (formes solides et les gélules) ; Famar Orléans-la-Source ; Famar Lyon site de Saint-Genis-Laval. Faute de trouver un repreneur, la société Famar Lyon est placée en redressement judiciaire le 10 juillet 2019.
Début avril 2020, la société reçoit une offre de reprise motivée par deux de ses produits : la chloroquine sulfate, une molécule qui suscite l'attention pour le traitement du Covid-19, et un antibiotique à base d’azithromycine, utilisé dans les travaux du professeur Didier Raoult,. Le 23 avril 2020, Gilbert-Luc Devinaz fait part de son intention de soumettre au vote la nationalisation de Famar Lyon. Courant mai 2020, deux offres de reprise sont déposées au tribunal de commerce pour reprendre Famar Lyon.

### Reprise et relance par Benta Pharma
Fin juillet 2020, Famar est repris par Benta Pharma, un groupe pharmaceutique libanais,. L'offre de reprise validée par le tribunal de commerce de Paris prévoit un investissement de 42 millions d'euros d'ici 2026, la sauvegarde de 115 emplois sur 250 et la perspective d'embauche de près de 270 salariés dans les six prochaines années,.
En juin 2024, Benta Lyon annonce avoir formulé une offre située entre 800 et 900 millions d'euros pour le rachat du leader français des médicaments génériques Biogaran, qui fait l'objet de rumeurs de mise en vente par le groupe pharmaceutique Servier depuis plusieurs mois,. Les autres repreneurs, Torrent Pharmaceuticals et Aurobindo Pharma, deux groupes pharmaceutiques indiens, proposent une offre d'un montant inférieur.